# Aero A-102
L'Aero A-102 era un caccia monoplano, monomotore, prodotto dall'azienda cecoslovacca Aero Vodochody negli anni trenta e rimasto allo stadio di prototipo.

## Storia del progetto
Il progetto del caccia A-102 fu iniziato dall'ufficio tecnico della ditta verso la fine estate del 1932. Si trattava di un elegante biplano a formula sesquiplana costruito interamente in metallo, con abitacolo aperto, dotato di un motore radiale Gnome-Rhône 14Krsd Mistral Major a 14 cilindri a doppia stella erogante la potenza di 800 CV. Con tale potente propulsore il velivolo doveva toccare una velocità massima di 397 km/h, mentre l'armamento era costituito da quattro mitragliatrici da 7,7 mm. Tale velivolo venne preso in considerazione dal Ministero della Difesa (M. N.O.), insieme al concorrenti Letov Š-231, Avia B-34 e Praga BH-44, per il concorso relativo ad un caccia con cui sostituire gli obsoleti Avia BH-33 allora in servizio. Tale concorso venne vinto dall'Avia B-34 che andò a costituire l'ossatura dei reparti da caccia della ČVL fino all'invasione tedesca del 1939.
Nei primi mesi del 1933 venne offerta al Ministero della Difesa una nuova versione monoplana del velivolo, designata A-102D. Si trattava di un progetto molto promettente, calcolato per arrivare ad una velocità massima di 421 km/h. Seppur tale soluzione non godesse della massima fiducia da parte della autorità cecoslovacche, l'M. N.O. acconsentì alla realizzazione di un prototipo. L'ufficio tecnico della ditta non aveva nessuna esperienza nella realizzazione di velivoli monoplani, e andò incontro a non poche difficoltà nella scelta della configurazione alare da adottare. Alla fine fu prescelta quella a gabbiano, allora in voga presso altre ditte estere, come in Polonia, dove la PZL aveva realizzato il caccia P.11. Inoltre la struttura interamente metallica del velivolo diede luogo ad ulteriori problemi di progettazione. A causa di ciò un ulteriore concorso per velivoli da caccia vide vincitore l'Avia B-534, versione ampiamente riprogettata del precedente B-34, nonostante l'A-102 avesse destato molto interesse presso le autorità militari.
Il prototipo A-102D volò per la prima volta nel luglio 1934, equipaggiato con il motore radiale francese Gnome-et- Rhône 14Kfs Mistral Major da 800 hp.

## Tecnica
Il caccia A-102D si presentava come aereo da caccia monoplano ad ala alta a gabbiano. fortemente rastremata in spessore e corda. a partire dal terzo dell'apertura. Le semiali erano attaccate alla parte centrale anteriore della fusoliera tramite due montanti a N.
La fusoliera a sezione circolare. era di costruzione interamente metallica, con rivestimento in tela su gran parte di essa, tranne nella parte anteriore ove era ricoperta da pannelli di duralluminio. Al termine della fusoliera vi erano gli impennaggi di coda. Essi prevedevano il timone, e gli stabilizzatori orizzontali convenzionali subito sotto di esso, rinforzati da due montanti di sostegno collegati alla parte superiore del suddetto impennaggio.
L'abitacolo del pilota era aperto. e protetto da un piccolo parabrezza in plexiglas.
Il carrello d'atterraggio era di tipo classico, triciclo posteriore, con due elementi monoruota collegati alla fusoliera da due montanti realizzati in tubi metallici disposti a forma di "V". Le ruote erano ricoperte da due capottature aerodinamiche, che garantivano anche una parziale protezione degli pneumatici in fase di decollo e atterraggio. Il pattino di coda era fisso.
Il propulsore installato, costruito su licenza dalla Walter, era un motore radiale Gnome-et-Rhône 14Kfs Mistral Major a 14 cilindri, raffreddato ad aria ad erogante la potenza di 900 CV (661 kW). Esso azionava un'elica tripala metallica. Il motore era racchiuso da una capottatura aerodinamica NACA.
L'armamento era costituito da quattro mitragliatrici di produzione nazionale Vz.30 calibro 7,92 mm installate due per ciascuna semiala, e sparanti al di fuori del disco dell'elica, in seguito sostituite dalle mitragliatrici calibro 7,92 millimetri

## Impiego operativo
Durante i collaudi effettuati il prototipo fece registrare una velocità massima di 434 km/h, la più alta mai raggiunta da un velivolo cecoslovacco fino ad allora. Essa era unita ad un'ottima manovrabilità ed a un buon rateo di salita, con una corsa di decollo di solo 135 m. La ditta predispose un piano per rimotorizzare il velivolo con una più potente versione del motore Gnome-et- Rhône, la 14Ksrd Mistral Major erogante 930 CV. Emersero problemi durante la fase di atterraggio dovuti alla mancanza di flap ed al carico alare di 110 kg/m², che determinavano una velocità di atterraggio di 140 km/h, considerata eccessiva dall'MNO. 
Il velivolo rimase danneggiato gravemente per ben due volte. Nel corso del 1934, poco dopo l'inizio delle prove di volo, durante la fase di atterraggio l'aereo ebbe un guasto al motore, e il pilota collaudatore eseguì un atterraggio di emergenza nei pressi di una collina vicino all'aeroporto Il velivolo non riportò gravi danni e fu riparato, potendo così continuare l'attività di collaudo. Un ulteriore incidente si è verificò nel 1936, ma anche questa volta l'aereo fu riparato. Nel 1937 venne esposto al pubblico presso l'Esposizione Aeronautica Nazionale di Praga con una targa che lo qualificava come secondo prototipo, in realtà mai costruito. A questo punto l'MNO considerò il nuovo monoplano Avia B 35 come più promettente, e ogni ulteriore sviluppo dell'A102 fu interrotto.

## Versioni
- A-102: primo progetto relativo ad un biplano dotato di propulsore radiale Gnome-et-Rhône 14Krsd Mistral Major a 14 cilindri, raffreddato ad aria, erogante la potenza di 800 CV. L'armamento si basava su quattro mitragliatrici da 7,7 mm. Non realizzata.
- A-102D: un prototipo monoplano equipaggiato con un motore radiale Gnome-et-Rhône 14Kfs Mistral Major a 14 cilindri, raffreddato ad aria, erogante la potenza di 900 CV. L'armamento si basava su quattro mitragliatrici Vz.30 da 7,92 mm. Primo volo nel luglio 1934.

## Utilizzatori
Cecoslovacchia
- Češkoslovenske Vojenske Letectvo